# Орден «За военные заслуги» (Гессен-Кассель)
Орден «За военные заслуги» (фр. Pour la vertu militaire, нем. Militär-Verdienstorden) — награда ландграфства Гессен-Кассель.

## История

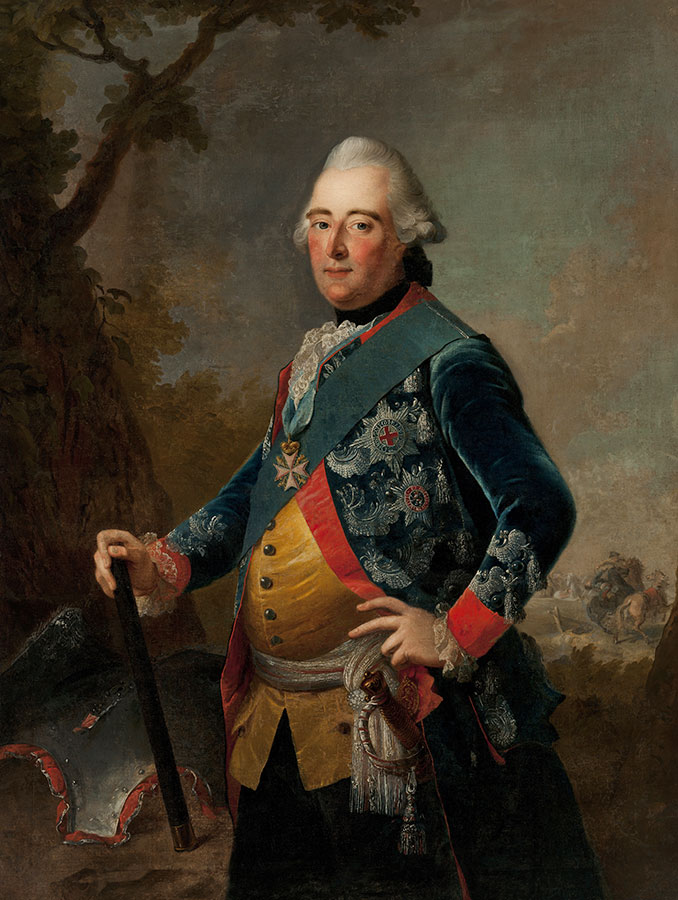
Учредитель ордена ландграф Фридрих II со знаком ордена на шейной ленте

Награда была учреждена 25 февраля 1769 года ландграфом Фридрихом II для награждения офицеров за проявленную храбрость. Изначально именовалась по-французски — Ordre Pour la vertu militaire (орден «За воинскую доблесть»). С 22 октября 1820 года орден получил немецкое именование — Militär-Verdienstorden (орден «За военные заслуги»).
Награждались офицеры армии за проявленную храбрость. В мирное время награждались только высшие офицеры штаба. Награждение орденом осуществлялось исключительно монархом Гессен-Касселя, являвшегося Великим магистром ордена.
Число кавалеров ордена уставом не было ограничено. Среди награждённых кавалеров были и иностранные подданные. Орден имел один класс и не предусматривал никаких доходов. В капитуле ордена предусматривалась должность советника ордена, который представлял его интересы.
После смерти награждённого знак ордена в течение трёх месяцев должен был быть возвращен в капитул ордена.
С 1866 года, после аннексии Гессен-Касселя Пруссией, орденом больше не награждали, и после смерти последнего кавалера — принца Александра Гессен-Дармштадтского 15 декабря 1888, орден прекратил своё существование.

## Знак ордена
Знак — золотой восьмиконечный крест (мальтийский крест), покрытый розовой эмалью. В углах креста — золотые коронованные гессенские львы. На верхнем луче креста первоначально была монограмма имени основателя — «FL» (Фридрих Ландграф), на других лучах слово — «VIRTUTI».
В 1785 году, после смерти учредителя, на верхнем луче креста появилась монограмма его наследника – «WL» (Вильгельм Ландграф), а позже, после изменения его статуса, — «WK» (Вильгельм Курфюрст). Крест был увенчан короной.
Знак ордена носился на шее на светло-голубой с серебряной каймой ленте.

## Награждённые
- Князь Волконский Сергей Григорьевич
- Загряжский Пётр Петрович
- Граф Иосиф Корнилович Орурк (О’Рурк)